# Massicot (minéral)
Pour les articles homonymes, voir Massicot.
Le Massicot est un minéral d'oxyde de plomb(II) avec une structure de réseau orthorhombique. L'oxyde de plomb(II), de formule chimique PbO, peut se présenter dans deux structures cristallines distinctes, orthorhombique et tétragonale. La forme tétragonale rouge donne la litharge. Le massicot peut devenir de la litharge (ou vice versa) par chauffage et refroidissement contrôlés. À température ambiante, le massicot forme des masses molles, de faible dureté (2 sur l'échelle de Mohs), jaune à jaune rougeâtre, terreuses et écailleuses et d'une grande densité, à savoir 9,64 g/cm3. 
Le massicot en tant que minéral naturel se trouve en petites quantités. Au cours des siècles passés, il était exploité. De nos jours, le massicot synthétique est un produit secondaire apparaissant lors du traitement industriel du plomb et des oxydes de plomb, en particulier dans l'industrie du verre qui produit principalement du dioxyde de plomb (PbO2) en grande quantité. Le massicot se forme lors de la réduction du PbO2 en plomb métallique (Pb) lors du processus de fabrication du verre. Le massicot, produit secondaire, est valorisé dans certaines applications, comme pigment dans la peinture et la céramique.
La description du massicot en tant que PbO orthorhombique date des années 1840, mais substance et nom sont déjà utilisés au Moyen Âge. Il existe des preuves que les Romains utilisaient aussi ce minéral. 
Il peut apparaître comme produit d'oxydation d'autres minéraux contenant du plomb tels que la galène, la bournonite, la boulangérite, dans la nature, et lors de traitements industriels. Lorsque le massicot se trouve dans un environnement naturel, certains autres minéraux peuvent lui être associés comme la cérusite, la litharge, le minium, la wulfénite, la valentinite et la limonite. 

## Étymologie
Le terme massicot provient du vieux français, probablement emprunté au vieil italien marzacotto (glaçure de potier) et de l'arabe mashlowdotaqūniya. Il est aussi possible que l'origine du mot soit espagnol (mazacote, mortier) ou grecque.